# Дружковка
Дружковка (на украински: Дружкiвка) е град и железопътна гара в Донецка област, Украйна, на 66 километра от Донецк и 543 от Киев. Населението му през 2021 г. е 55 088 души.

## История
Първото споменаване на града в исторически документи е от 1781 г. В края на 19-и и началото на 20 век градът се разраства и става индустриален център с развито производство на минно оборудване, кухненско оборудване и прибори, и металургичен завод. През 1938 г. получава статут на град. След разпадането на СССР икономиката на града запада.

## Население
През 1913 г. населението на града е ок. 13,5 хил. души, а през 1939 г. преди Втората световна война е ок. 32 хил. души. На 22 октомври 1941 г. градът е превзет от германците. В продължение на две години окупация са измъчвани 1130 жители, като 1214 са закарани в Германия.

### Етнически състав
Численост и дял на етническите групи според преброяването на населението през 2001 г. (над 20 души):
| Етническа група              | Численост | Дял (в %) |
| Общо                         | 64 641    | 100,00    |
| Украинци                     | 39 719    | 61,44     |
| Руснаци                      | 22 496    | 34,80     |
| Арменци                      | 600       | 0,92      |
| Беларуси                     | 441       | 0,68      |
| Татари                       | 208       | 0,32      |
| Азербайджанци                | 200       | 0,30      |
| Германци                     | 127       | 0,19      |
| Гърци                        | 78        | 0,12      |
| Молдовани                    | 75        | 0,11      |
| Поляци                       | 46        | 0,07      |
| Грузинци                     | 45        | 0,06      |
| Евреи                        | 33        | 0,05      |
| Чуваши                       | 33        | 0,05      |
| Българи                      | 24        | 0,03      |
| Мордовци                     | 22        | 0,03      |
| Гагаузи                      | 21        | 0,03      |
| Други и не самоопределили се | 473       | 0,73      |